# Olearia ericoides
Olearia ericoides là một loài thực vật có hoa trong họ Cúc. Loài này được (Steetz) N.A.Wakef. mô tả khoa học đầu tiên năm 1956.